# Fronsac (Gironde)
Fronsac ist eine französische Gemeinde im Département Gironde in der Region Nouvelle-Aquitaine. Fronsac hat 1120 Einwohner (Stand 1. Januar 2022); dies ist eine Zahl, die schon seit über 40 Jahren stabil ist.
Die Gemeinde gehört zum Kanton Le Libournais-Fronsadais im Arrondissement Libourne.

## Geographie
Die Gemeinde liegt im engeren Einzugsgebiet der Stadt Libourne, deren Zentrum etwa vier Kilometer östlich liegt. Im Süden bildet die Dordogne die Gemeindegrenze, im Osten die Isle, die den Ort von Libourne trennt. Bordeaux liegt etwa 35 km südwestlich.
Über das östliche Gemeindegebiet verläuft die Autoroute A89, die westwärts nach Bordeaux und in östlicher Richtung nach Lyon führt.

## Bevölkerung
| Jahr      | 1962  | 1968  | 1975  | 1982  | 1990  | 1999  | 2009  | 2018  |
| --------- | ----- | ----- | ----- | ----- | ----- | ----- | ----- | ----- |
| Einwohner | 1.230 | 1.155 | 1.129 | 1.170 | 1.067 | 1.042 | 1.049 | 1.148 |

## Wirtschaft
Fronsac ist ein Weinbauort, der den Weinbaugebieten Fronsac und Canon-Fronsac in der Weinbauregion Bordeaux seinen Namen gibt.

## Sehenswürdigkeiten

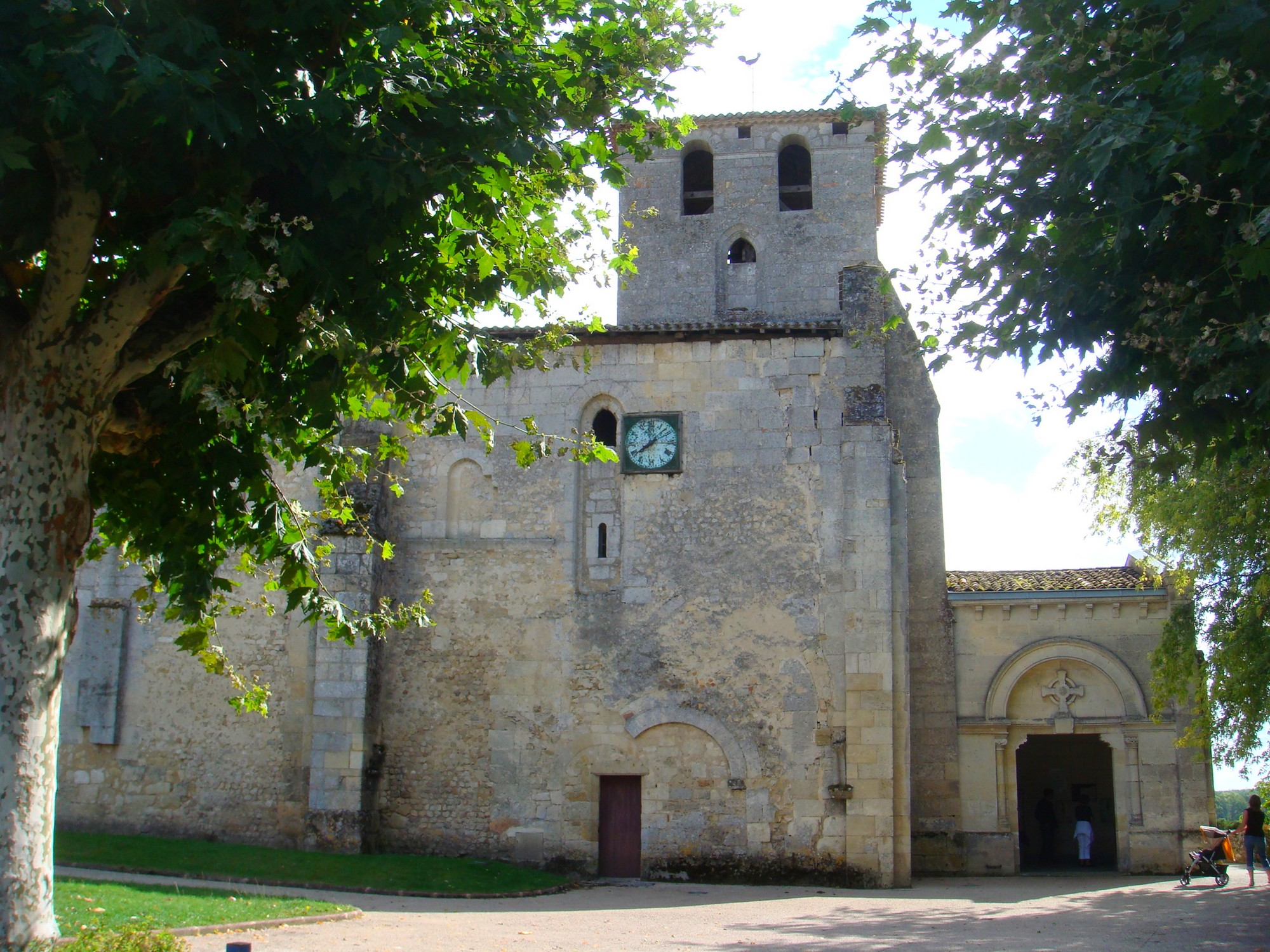
Kirche Saint-Martin

Die Kirche Saint-Martin von Fronsac ist ein denkmalgeschütztes Monument historique.

## Gemeindepartnerschaft
Die italienische Gemeinde Pasiano di Pordenone in Venetien ist seit  1999 Partnergemeinde von Fronsac.

## Persönlichkeiten
René Princeteau, Tiermaler und Bildhauer und einer der ersten Lehrer Toulouse-Lautrecs, ist 1843 im benachbarten Libourne geboren und 1914 in Fronsac gestorben.